# Aphelandra tetragona
Aphelandra tetragona es una especie de  subarbusto, perteneciente a la  familia de las  acantáceas. También es llamada Fiery Spike y Red Aphelandra.

## Descripción
Es un arbusto de hoja perenne. Puede alcanzar una altura de 1,8 metros.

## Distribución y hábitat
Por toda América del Sur.

## Taxonomía
Sinonimia
Justicia tetragona Vahl
Justicia cristata Jacq.
Justicia arborea Mill.
Aphelandra imperialis hort.
Aphelandra cristata Lindl.
Aphelandra arborea (Mill.) M.R.Almeida